# Мэнгэваям
Мэнгэваям (Мэнгваян) — река на северо-востоке полуострова Камчатка.
Длина реки — 22 км. Протекает по территории Олюторского района Камчатского края. Впадает в залив Корфа Берингова моря на северо-восточном побережье полуострова Камчатка.
Название в переводе с корякского Мынгываям — «рука-река».

## Данные водного реестра
По данным государственного водного реестра России относится к Анадыро-Колымскому бассейновому округу. Код объекта в государственном водном реестре — 19060000212120000006271.